# Gina Berriault
Gina Berriault (Long Beach, 1º gennaio 1926 – Greenbrae, 15 luglio 1999) è stata una scrittrice e sceneggiatrice statunitense.

## Biografia
Nata Arline Shandling il 1º gennaio 1926 a Long Beach da genitori ebrei d'origine russa, dopo il matrimonio con il musicista John Berriault, si trasferisce a San Francisco negli anni '50.
Esordisce nel 1960 con The Descent, primo di 4 romanzi, ma è nella forma breve del racconto che viene riconosciuta dalla critica con 4 raccolte (più una postuma) grazie alle quali ottiene, tra gli altri, il prestigioso Rea Award for the Short Story alla carriera nel 1997.
Definita da Richard Yates "one of the finest writers alive" e da Andre Dubus "one of our best, most neglected writers", pubblica racconti e articoli su importanti riviste come The Paris Review ed Esquire ricevendo un Pushcart Prize, un Guggenheim Fellowship e un National Endowment for the Arts.
Autrice anche dell'adattamento di un suo racconto, The Stone Boy, in pellicola, muore a 73 anni dopo una breve malattia il 15 luglio 1999 a Greenbrae, in California.

## Opere principali

### Romanzi
- The Descent (1960)
- A Conference of Victims (1962)
- Il figlio (The Son, 1966), Fidenza, Mattioli 1885, 2020 traduzione di Nicola Manuppelli ISBN 978-88-6261-736-9.
- Le luci della terra (The Lights of Earth, 1984), Fidenza, Mattioli 1885, 2021 traduzione di Francesca Cosi e Alessandra Repossi ISBN 978-88-6261-797-0.

### Racconti
- Short Story (1958)
- The Mistress and Other Stories (1965)
- The Infinite Passion of Expectation: Twenty-five Stories (1982)
- Donne nei loro letti (Women in Their Beds: New & Selected Stories, 1996), Fidenza, Mattioli 1885, 2019 traduzione di Francesca Cosi e Alessandra Repossi ISBN 978-88-6261-683-6.
- Piaceri rubati (Stolen Pleasures, 2011), Fidenza, Mattioli 1885, 2018 traduzione di Francesca Cosi e Alessandra Repossi ISBN 978-88-6261-647-8.

## Filmografia

### Sceneggiatrice
- The Stone Boy, regia di Christopher Cain (1984)

## Premi e riconoscimenti
- National Book Critics Circle Award: vincitrice nella categoria "Narrativa" nel 1996 con Donne nei loro letti
- Premio PEN/Faulkner per la narrativa: 1997 vincitrice con Donne nei loro letti
- Rea Award for the Short Story: 1997 alla carriera